# Jelles Bode
Jelles Bode (Utrecht, 9 september 1942 - Wijk bij Duurstede, 26 februari 2012) was een Nederlands politieagent en filelezer.
Bode trad in 1968 toe als surveillant toe tot de zogenaamde Porschegroep van de Rijkspolitie (de tegenwoordige Dienst Verkeerspolitie). Hierna ging hij naar de Groep Basis Surveillance en vervolgens werkte hij op de meldkamer. In deze functies deed hij kennis op over de eigenschappen van het verkeer op de Nederlandse snelwegen. Vanaf 1980 tot 1998 maakte hij deel uit van het vaste team van filelezers.
In 1998 hield de Politieverkeerscentrale in Driebergen op te bestaan. De politie stopte met het verstrekken van file-informatie via openbare media. Hierop startten een aantal mensen, waaronder Theo Gerritsen en Bode, een organisatie in samenwerking met telecommunicatiebedrijf US Telecom. Dit werd de VerkeersInformatieDienst.
Bode beëindigde zijn carrière in 2003. Eerder stopte hij al met de file-informatie op de woensdagmiddag in het programma Ronflonflon na een aanvaring met de presentator, die hem naar zijn mening niet voldoende ruimte gaf om de file-informatie voor te lezen en hem steeds onderbrak.
Bode was jarenlang te horen op de Nederlandse radio. Hij overleed op 69-jarige leeftijd als gevolg van een hersentumor.